# Archivio di Stato di Caserta
L'Archivio di Stato di Caserta (abbreviato con l'acronimo AS-CE), con sede presso la Reggia di Caserta, è un ufficio periferico del Ministero della Cultura, già Ministero dei beni e delle attività culturali e per il turismo, che provvede alla conservazione, fruizione, sorveglianza, promozione e valorizzazione dei documenti statali del territorio, tra cui il carteggio degli Stati preunitari, gli atti dei notai che hanno cessato l'attività da oltre un secolo, documentazione dei monasteri soppressi ed ogni altra forma di documento, anche di privati, donati o depositati nell'Archivio di Stato.

## Storia
Istituito nel 1812 come Archivio provinciale di Terra di Lavoro. Nel 1869 venne unito con l'archivio suppletorio di Santa Maria Capua Vetere. Nel 1927 divenne sezione staccata dell'Archivio di Stato di Napoli per poi diventare di nuovo autonomo nel 1945.
La prima sede è stata a Capua, nel palazzo San Cipriano, dove si trova oggi il Museo Campano. Nel corso degli anni, la sede è stata spostata diverse volte: l'ultima è stata un condominio di 3250 m². Nel 2018 la sede è stata spostata definitivamente nella Reggia di Caserta.
Gli atti più antichi conservati presso l'archivio fanno parte del fondo notarile e iniziano dal XV secolo. Tra i documenti più antichi, una pergamena datata 1143 che tratta di un atto di compravendita ad Aversa.

## Fondi archivistici
Tra i principali fondi archivistici dell'Archivio di Stato di Caserta si trovano:
- Distretto militare di Caserta, con esiti di leva (1842-1935) e ruoli matricolari (1866-1935).
- Questura (1880-1976)
- Tribunale (1808-1860)
- Stato civile (1809-1865)
- Notai (1465-1893)
- Pergamene (1470-1800)